# 王勇 (1955年12月)
王勇（1955年12月—），辽宁盖州人，中国共产党、中华人民共和国政治人物，副国级领导人。王勇于哈尔滨工业大学毕业，获得工学硕士学位，曾是一名研究员，1974年8月加入中国共产党，曾任国务委员兼国家减灾委员会主任、国务院安全生产委员会副主任，现任第十四届全国政协副主席。中共第十七届中央纪委委员、第十八、十九、二十届中央委员。王勇是第十三届国务院唯二专职（不管部又非国务院秘书长）的国务委员（另一位是赵克志，2022年6月24日卸任公安部部长后，在国务院内专职担任国务委员）。

## 生平

### 早年经历
14岁时，王勇下乡当“知青”，曾在黑龙江生产建设兵团劳动；19岁，加入中国共产党。1977年进入原第七机械工业部下属的二三零厂工作；从车间调试员做起，历任车间技术员、副指导员，厂政治部副主任，厂长助理、副总经济师，副厂长，厂长、党委副书记等职，前后二十年；期间，先后在北京广播电视大学和哈尔滨工业大学学习，获得工学硕士学位。

### 从政
1997年，调入中国航天工业总公司，任政治部副主任、京区党委副书记；后历任中国航天工业总公司人事劳动教育局负责人，中国航天机电集团公司副总经理，中共中央组织部企业干部办公室主任、干部五局局长等职。
2003年5月，王勇出任新成立的国务院国有资产监督管理委员会副主任、党委成员，成为李荣融的副手；2005年，晋升国资委党委副书记；2008年3月，转任国务院副秘书长；同年9月，接替因“2008年中国奶制品污染事件”引咎辞职的李长江，出任国家质检总局局长。2010年8月，在李荣融退休后，王勇接任国务院国资委主任。
2013年3月，在第十二届全国人大第一次会议上，王勇获新任总理李克强提名，被全国人大任命为国务委员。2018年3月，在第十三届全国人民代表大会第一次会议上，王勇再获李克强总理提名，连任国务委员。
2023年1月17日，王勇当选为第十四届全国政协委员。同年3月10日，在中國人民政治協商會議第十四屆全國委員會上，当选为全国政协副主席。